# Citroën
Citroën (izg. [sitroèn]) je francoski izdelovalec avtomobilov, ki ga je leta 1919 ustanovil André Citroën. Od leta 1976 je bil del koncerna PSA Peugeot Citroën s sedežem v Parizu, ki se je leta 2021 združil v koncern Stellantis.

## Zgodovina
André Citroën je med prvo svetovno vojno izdeloval orožje za Francijo, po koncu vojne pa je njegova tovarna ostala prazna. Leta 1919 je začel s proizvodnjo avtomobilov, začenši s konvencionalnim modelom Citroën A. Zasnoval ga je Jules Salomon, šef oblikovalske pisarne avtomobilskega podjetja Le Zèbre.
Citroën je veliko vložil v promocijo; med drugim je oglaševal na Eifflovem stolpu ter poslal ekspedicijo znanstvenikov in novinarjev v Azijo in Afriko, kjer so prikazali vožnjo posebej opremljenih vozil po zahtevnih in nedostopnih predelih držav.
Leta 1924 je Citroën začel poslovati z ameriškim inženirjem Edwardom G. Buddom.